# Antherotoma tisserantii
Antherotoma tisserantii là một loài thực vật có hoa trong họ Mua. Loài này được (Jacq.-Fél.) Jacq.-Fél. mô tả khoa học đầu tiên năm 1994.